# Rugop
El rugop (Rugops primus) (Rugops, "cara arrugada") és un gènere representat per una única espècie de dinosaure teròpode abelisàurid, que va viure a mitjan període Cretaci, fa aproximadament 96 milions d'anys, en el Cenomanià, en el que avui és Àfrica. La troballa de les restes del Rugops permet esclarir l'evolució dels carnosaures a Àfrica del Cretaci, i demuestrar que aquest territori va estar unit en Gondwana per a aquest moment de la història de la terra. El nom de l'espècie tipus Rugops primus significa "primer cara arrugada"). Es creu que va estar relacionat amb el majungasaure. És molt similar a un maxil·lar sense nom (UNPSJB-PV247) descrit per Lamanna et al. de la Formació Sota Barreal de l'Argentina.
El seu crani va ser trobat en el 2000 per Paul Sereno, en la Formació Echkar del desert del Sàhara de Nigèria. Est estava adornat amb crestes òssies. Aquestes crestes estaven solcada de nombrosos vasos sanguinis pel que dona a pensar que no era usat per al combat. El crani també porta dues files de set forats cadascuna, de propòsit desconegut, encara que ha especulat que van poder haver ancorat una certa classe de cresta o de banyes.
El Rugops va ser un carnívor d'entre 7 a 9 metres de llarg. Com altres abelisàurids, Rugops tenia probablement braços molt curts. Aquests eren probablement inútils en una lluita. Van poder solament haver estat eines per baleancear el cap ha suggerit que probablement és un carronyer.